# Strange (ruisseau)
Pour les articles homonymes, voir Strange.
La Strange est un ruisseau de Belgique, affluent en rive gauche de la Sûre faisant partie du bassin versant du Rhin. Coulant entièrement en province de Luxembourg, elle prend sa source entre Assenois et Sibret et se jette dans la Sûre à Strainchamps.